# Olympische Sommerspiele 1924/Teilnehmer (Schweiz)
| Gelbes Symbol für Goldmedaillen mit stilisierten Olympischen Ringen | Graues Symbol für Silbermedaillen mit stilisierten Olympischen Ringen | Braundes Symbol für Bronzemedaillen mit stilisierten Olympischen Ringen |
| ------------------------------------------------------------------- | --------------------------------------------------------------------- | ----------------------------------------------------------------------- |
| 7                                                                   | 8                                                                     | 10                                                                      |

Die Schweiz nahm an den Olympischen Sommerspielen 1924 in Paris, Frankreich, mit einer Delegation von 127 Sportlern (123 Männer und vier Frauen) teil.

## Medaillengewinner

### Gold
| Name(n)                                                                  | Sportart | Wettkampf               |
| ------------------------------------------------------------------------ | -------- | ----------------------- |
| Alphonse Gemuseus                                                        | Reiten   | Springreiten, Einzel    |
| Hermann Gehri                                                            | Ringen   | Weltergewicht, Freistil |
| Fritz Hagmann                                                            | Ringen   | Mittelgewicht, Freistil |
| Édouard Candeveau, Alfred Felber, Émile Lachapelle                       | Rudern   | Zweier mit Steuermann   |
| Émile Albrecht, Alfred Probst, Eugen Sigg, Hans Walter, Émile Lachapelle | Rudern   | Vierer mit Steuermann   |
| August Güttinger                                                         | Turnen   | Barren                  |
| Josef Wilhelm                                                            | Turnen   | Seitpferd               |

### Silber
| Name(n) | Sportart       | Wettkampf                |
| --- | -------------- | ------------------------ |
| Max Abegglen, Félix Bédouret, Charles Bouvier, Walter Dietrich, Karl Ehrenbolger, Paul Fässler, Gustav Gottenkieny, Jean Haag, Marcel Katz, Edmond Kramer, Adolfo Mengotti, August Oberhauser, Robert Pache, Aron Pollitz, Hans Pulver, Rudolf Ramseyer, Adolphe Reymond, Theodor Schär, Paul Schmiedlin, Paul Sturzenegger, Walter Weiler | Fussball       | Herrenwettkampf          |
| Fritz Hünenberger | Gewichtheben   | Halbschwergewicht        |
| Paul Martin | Leichtathletik | 800 Meter                |
| Willy Schärer | Leichtathletik | 1500 Meter               |
| Hans Bühler, Alphonse Gemuseus, Werner Stuber | Reiten         | Springreiten, Mannschaft |
| Henri Wernli | Ringen         | Schwergewicht            |
| Jean Gutweninger | Turnen         | Reck & Seitpferd         |

### Bronze
| Name(n) | Sportart     | Wettkampf                   |
| --- | ------------ | --------------------------- |
| Arthur Reinmann | Gewichtheben | Federgewicht                |
| Otto Müller | Ringen       | Weltergewicht, Freistil     |
| Charles Courant | Ringen       | Halbschwergewicht, Freistil |
| Josef Schneider | Rudern       | Einer                       |
| Rudolf Bosshard, Heinrich Thoma                                                                                           | Rudern       | Doppelzweier                |
| Émile Albrecht, Alfred Probst, Eugen Sigg, Hans Walter                                                                    | Rudern       | Vierer ohne Steuermann      |
| Josias Hartmann | Schiessen    | Kleinkaliber, liegend       |
| Hans Grieder, August Güttinger, Jean Gutweninger, Georges Miez, Otto Pfister, Antoine Rebetez, Carl Widmer, Josef Wilhelm | Turnen       | Mannschaftsmehrkampf        |
| Antoine Rebetez | Turnen       | Seitpferd                   |
| August Güttinger | Turnen       | Tauhangeln                  |

## Teilnehmer nach Sportarten

### Boxen
- R. Nyffeler
Fliegengewicht: 9. Platz

- Johann Weidel
Bantamgewicht: 9. Platz

- Jacques Sauthier
Federgewicht: 9. Platz

- Teodor Stauffer
Weltergewicht: 5. Platz

- Louis Sauthier
Weltergewicht: 17. Platz

- Erich Siebert
Mittelgewicht: 9. Platz

- Georges Givel
Mittelgewicht: 9. Platz

### Fechten
- Frédéric Fitting
Florett, Einzel: 2. Runde
Florett, Mannschaft: Viertelfinal
Degen, Einzel: Halbfinal
Degen, Mannschaft: Viertelfinal

- Édouard Fitting
Florett, Einzel: 2. Runde
Florett, Mannschaft: Viertelfinal
Degen, Mannschaft: Viertelfinal

- John Albaret
Florett, Einzel: 2. Runde
Florett, Mannschaft: Viertelfinal
Degen, Mannschaft: Viertelfinal

- Eugène Empeyta
Florett, Einzel: Vorrunde
Florett, Mannschaft: Viertelfinal
Degen, Einzel: Halbfinal
Degen, Mannschaft: Viertelfinal

- Constantin Antoniades
Florett, Mannschaft: Viertelfinal
Degen, Einzel: Vorrunde

- Charles Rochat
Florett, Mannschaft: Viertelfinal

- Henri Jacquet
Degen, Einzel: Halbfinal

- Emma Fitting
Frauen, Florett, Einzel: Halbfinal

- Suzanne Bonnard
Frauen, Florett, Einzel: Vorrunde

- Judith Morgenthaler
Frauen, Florett, Einzel: Vorrunde

### Fussball
- Herrenteam
Silber

- Kader
Max Abegglen
Félix Bédouret
Charles Bouvier (zwar gemeldet, jedoch nicht nach Paris gereist)
Walter Dietrich
Karl Ehrenbolger
Paul Fässler
Gustav Gottenkieny (nicht eingesetzt)
Jean Haag (nicht eingesetzt)
Marcel Katz (zwar gemeldet, jedoch nicht nach Paris gereist)
Edmond Kramer
Adolfo Mengotti
August Oberhauser
Robert Pache
Aron Pollitz
Hans Pulver
Rudolf Ramseyer
Adolphe Reymond
Theodor Schär (nicht eingesetzt)
Paul Schmiedlin
Paul Sturzenegger
Walter Weiler (nicht eingesetzt)

### Gewichtheben
- Arthur Reinmann
Federgewicht: Bronze

- Edgar Juillerat
Federgewicht: 8. Platz

- Joseph Jaquenoud
Leichtgewicht: 5. Platz

- Félix Bichsel
Leichtgewicht: 8. Platz

- Jules von Gunten
Leichtgewicht: 14. Platz

- Albert Aeschmann
Mittelgewicht: 5. Platz

- Fritz Hünenberger
Halbschwergewicht: Silber

- Anton Schärer
Halbschwergewicht: 7. Platz

- Eugène Peney
Schwergewicht: ??

### Leichtathletik
- Walter Strebi
100 Meter: Vorläufe

- Karl Borner
200 Meter: Vorläufe
4 × 100 Meter: ??

- Victor Moriaud
100 Meter: Vorläufe
110 Meter Hürden: Vorläufe
4 × 100 Meter: ??

- Josef Imbach
400 Meter: Vorläufe
4 × 100 Meter: ??

- Christian Simmen
400 Meter: ??

- Paul Martin
800 Meter: Silber

- Willy Schärer
1500 Meter: Silber

- William Marthe
5000 Meter: Vorläufe

- Willi Moser
110 Meter Hürden: Halbfinal
Speerwurf: 25. Platz

- Heinz Hemmi
4 × 100 Meter: ??

- Arthur Tell Schwab
10'000 Meter Gehen: 5. Platz

- Adolf Meier
Weitsprung: 17. Platz
Zehnkampf: ??

- Werner Nüesch
Kugelstossen: 21. Platz
Diskuswurf: 16. Platz

- Otto Garnus
Kugelstossen: 23. Platz
Diskuswurf: 26. Platz

- Hans Wipf
Speerwurf: 21. Platz

- Constant Bucher
Fünfkampf: 22. Platz
Zehnkampf: 15. Platz

- Ernst Gerspach
Zehnkampf: 6. Platz

### Radsport
- Albert Blattmann
Strassenrennen, Einzel: 5. Platz
Strassenrennen, Mannschaft: 4. Platz

- Otto Lehner
Strassenrennen, Einzel: 14. Platz
Strassenrennen, Mannschaft: 4. Platz

- Georg Antenen
Strassenrennen, Einzel: 21. Platz
Strassenrennen, Mannschaft: 4. Platz

- Fritz Bossi
Strassenrennen, Einzel: 28. Platz
Strassenrennen, Mannschaft: 4. Platz

- Louis Mermillod
Sprint: Halbfinal

- Ernst Leutert
Mannschaftsverfolgung: 5. Platz

- Arnold Nötzli
Mannschaftsverfolgung: 5. Platz

- Emil Richli
Mannschaftsverfolgung: 5. Platz

- Gottfried Weilenmann
Mannschaftsverfolgung: 5. Platz

### Reiten
- Hans von der Weid
Dressur, Einzel: 7. Platz
Springreiten, Einzel: 21. Platz
Springreiten, Mannschaft: Silber

- Adolphe Mercier
Dressur, Einzel: 16. Platz

- Werner Stuber
Dressur, Einzel: 20. Platz
Springreiten, Einzel: 14. Platz
Springreiten, Mannschaft: Silber

- Charles Schlumberger
Dressur, Einzel: 21. Platz

- Alphonse Gemuseus
Springreiten, Einzel: Gold 
Springreiten, Mannschaft: Silber

- Hans Bühler
Springreiten, Einzel: 20. Platz
Springreiten, Mannschaft: Silber 
Vielseitigkeit, Einzel: 14. Platz
Vielseitigkeit, Mannschaft: 4. Platz

- Charles Stoffel
Vielseitigkeit, Einzel: 15. Platz
Vielseitigkeit, Mannschaft: 4. Platz

- Werner Fehr
Vielseitigkeit, Einzel: 18. Platz
Vielseitigkeit, Mannschaft: 4. Platz

- René de Ribeaupierre
Vielseitigkeit, Einzel: 28. Platz
Vielseitigkeit, Mannschaft: 4. Platz

### Ringen
- J. Grandjean
Mittelgewicht, griechisch-römisch: 20. Platz

- Louis Veuve
Mittelgewicht, griechisch-römisch: 20. Platz

- Édouard Belet
Leichtgewicht, Freistil: 5. Platz

- Auguste Corti
Leichtgewicht, Freistil: 9. Platz

- Hermann Gehri
Weltergewicht, Freistil: Gold

- Otto Müller
Weltergewicht, Freistil: Bronze

- Fritz Hagmann
Mittelgewicht, Freistil: Gold

- Ernst Tognetti
Mittelgewicht, Freistil: 5. Platz

- Charles Courant
Halbschwergewicht, Freistil: Bronze

- Fritz Roth
Halbschwergewicht, Freistil: 11. Platz

- Henri Wernli
Schwergewicht, Freistil: Silber

- Hans Roth
Schwergewicht, Freistil: 8. Platz

### Rudern
- Josef Schneider
Einer: Bronze

- Rudolf Bosshard
Doppelzweier: Bronze

- Heinrich Thoma
Doppelzweier: Bronze

- Édouard Candeveau
Zweier mit Steuermann: Gold

- Alfred Felber
Zweier mit Steuermann: Gold

- Émile Lachapelle
Zweier mit Steuermann: Gold 
Vierer mit Steuermann: Gold

- Émile Albrecht
Vierer ohne Steuermann: Bronze 
Vierer mit Steuermann: Gold

- Alfred Probst
Vierer ohne Steuermann: Bronze 
Vierer mit Steuermann: Gold

- Eugen Sigg
Vierer ohne Steuermann: Bronze 
Vierer mit Steuermann: Gold

- Hans Walter
Vierer ohne Steuermann: Bronze 
Vierer mit Steuermann: Gold

- Walter Loosli
Vierer mit Steuermann: Gold

### Schiessen
- Conrad Stucheli
Freies Gewehr, Einzel: 24. Platz
Freies Gewehr, Mannschaft: 4. Platz

- Jakob Reich
Freies Gewehr, Einzel: 31. Platz
Freies Gewehr, Mannschaft: 4. Platz
Kleinkaliber, liegend: 7. Platz

- Arnold Rösli
Freies Gewehr, Einzel: 35. Platz
Freies Gewehr, Mannschaft: 4. Platz

- Albert Tröndle
Freies Gewehr, Einzel: 51. Platz
Freies Gewehr, Mannschaft: 4. Platz

- Willy Schnyder
Freies Gewehr, Mannschaft: 4. Platz
Kleinkaliber, liegend: 41. Platz

- Josias Hartmann
Kleinkaliber, liegend: Bronze

- Walter Lienhard
Kleinkaliber, liegend: 10. Platz

### Schwimmen
- Charles Kopp
100 Meter Freistil: Vorläufe

- Robert Wyss
200 Meter Brust: 5. Platz

### Segeln
- Ella Maillart
16-Fuss-Jolle: ??

### Tennis
- Charles Aeschlimann
Einzel: 17. Platz
Doppel: 16. Platz

- Maurice Ferrier
Einzel: 33. Platz
Doppel: 16. Platz

- Pablo Debran
Einzel: 33. Platz
Doppel: 16. Platz

- Hans Sÿz
Einzel: 33. Platz
Doppel: 16. Platz

### Turnen
- August Güttinger
Einzelmehrkampf: 7. Platz
Mannschaftsmehrkampf: Bronze 
Barren: Gold 
Pferdsprung: 17. Platz
Reck: 8. Platz
Ringe: 37. Platz
Tauhangeln: Bronze 
Seitpferd: 8. Platz
Seitpferdsprung: 48. Platz

- Jean Gutweninger
Einzelmehrkampf: 14. Platz
Mannschaftsmehrkampf: Bronze 
Barren: 8. Platz
Pferdsprung: 23. Platz
Reck: Silber 
Ringe: 32. Platz
Tauhangeln: 35. Platz
Seitpferd: Silber 
Seitpferdsprung: 46. Platz

- Hans Grieder
Einzelmehrkampf: 22. Platz
Mannschaftsmehrkampf: Bronze 
Barren: 12. Platz
Pferdsprung: 41. Platz
Reck: 24. Platz
Ringe: 43. Platz
Tauhangeln: 18. Platz
Seitpferd: 15. Platz
Seitpferdsprung: 29. Platz

- Georges Miez
Einzelmehrkampf: 24. Platz
Mannschaftsmehrkampf: Bronze 
Barren: 21. Platz
Pferdsprung: 25. Platz
Reck: 5. Platz
Ringe: 45. Platz
Tauhangeln: 31. Platz
Seitpferd: 14. Platz
Seitpferdsprung: 42. Platz

- Josef Wilhelm
Einzelmehrkampf: 25. Platz
Mannschaftsmehrkampf: Bronze 
Barren: 4. Platz
Pferdsprung: 46. Platz
Reck: 22. Platz
Ringe: 40. Platz
Tauhangeln: 45. Platz
Seitpferd: Gold 
Seitpferdsprung: 34. Platz

- Otto Pfister
Einzelmehrkampf: 28. Platz
Mannschaftsmehrkampf: Bronze 
Barren: 39. Platz
Pferdsprung: 24. Platz
Reck: 25. Platz
Ringe: 41. Platz
Tauhangeln: 31. Platz
Seitpferd: 16. Platz
Seitpferdsprung: 39. Platz

- Carl Widmer
Einzelmehrkampf: 32. Platz
Mannschaftsmehrkampf: Bronze 
Barren: 31. Platz
Pferdsprung: 57. Platz
Reck: 31. Platz
Ringe: 44. Platz
Tauhangeln: 23. Platz
Seitpferd: 4. Platz
Seitpferdsprung: 63. Platz

- Antoine Rebetez
Einzelmehrkampf: 38. Platz
Mannschaftsmehrkampf: Bronze 
Barren: 35. Platz
Pferdsprung: 67. Platz
Reck: 4. Platz
Ringe: 30. Platz
Tauhangeln: 41. Platz
Seitpferd: Bronze 
Seitpferdsprung: 62. Platz

### Wasserball
- Herrenteam
10. Platz

- Kader
Charles Biefer
Henri Demiéville
Robert Girod
Charles Kopp
Albert Mondet
Robert Wyss
Fernand Moret

### Wasserspringen
- Arthur Bischoff
Kunstspringen: Vorrunde